# Хойнічкі
Хойнічкі (пол. Chojniczki) — село в Польщі, у гміні Хойниці Хойницького повіту Поморського воєводства.
Населення — 784 особи (2011).
У 1975-1998 роках село належало до Бидгощського воєводства.

## Демографія
Демографічна структура станом на 31 березня 2011 року:
|          | Загалом | Допрацездатний вік | Працездатний вік | Постпрацездатний вік |
| -------- | ------- | ------------------ | ---------------- | -------------------- |
| Чоловіки | 401     | 117                | 256              | 28                   |
| Жінки    | 383     | 101                | 238              | 44                   |
| Разом    | 784     | 218                | 494              | 72                   |